# Ala II Claudia Gallorum
Die Ala II Claudia Gallorum (deutsch 2. claudische Ala der Gallier) war eine römische Auxiliareinheit. Sie ist durch Militärdiplome belegt.

## Namensbestandteile
- Claudia: die Claudische. Die Ehrenbezeichnung bezieht sich auf Claudius (41–54).

- Gallorum: der Gallier. Die Soldaten der Ala wurden bei Aufstellung der Einheit aus den verschiedenen Stämmen der Gallier rekrutiert.

Da es keine Hinweise auf den Namenszusatz milliaria (1000 Mann) gibt, war die Einheit eine Ala quingenaria. Die Sollstärke der Ala lag bei 480 Mann, bestehend aus 16 Turmae mit jeweils 30 Reitern.

## Geschichte
Die Ala war in den Provinzen Moesia inferior und Cappadocia stationiert. Sie ist auf Militärdiplomen für die Jahre 92 bis 101 n. Chr. aufgeführt.
Der erste Nachweis in der Provinz Moesia inferior beruht auf einem Diplom, das auf 92 datiert ist. In dem Diplom wird die Ala als Teil der Truppen (siehe Römische Streitkräfte in Moesia) aufgeführt, die in der Provinz stationiert waren.
Zu einem unbestimmten Zeitpunkt wurde die Einheit in die Provinz Cappadocia verlegt, wo sie erstmals durch ein Diplom nachgewiesen ist, das auf 99 datiert ist. In dem Diplom wird die Ala als Teil der Truppen (siehe Römische Streitkräfte in Cappadocia) aufgeführt, die in der Provinz stationiert waren. Ein weiteres Diplom, das auf 101 datiert ist, belegt die Einheit in derselben Provinz.

## Standorte
Standorte der Ala sind nicht bekannt.

## Angehörige der Ala
Angehörige der Ala sind nicht bekannt.

## Weitere Alae mit der BezeichnungAla II Gallorum
Es gab noch zwei weitere Alae mit dieser Bezeichnung:
- die Ala II Gallorum (Cappadocia). Sie war in der Provinz Cappadocia stationiert.[A 1]
- die Ala II Gallorum et Pannoniorum. Sie ist durch Diplome von 128 bis 165 belegt und war in den Provinzen Syria, Moesia superior, Dacia und Dacia Porolissensis stationiert.